# Casale sul Sile
Casale sul Sile är en ort och kommun i provinsen Treviso i regionen Veneto i Italien. Kommunen hade 13 080 invånare (2018).